# Pentapodus nagasakiensis
Pentapodus nagasakiensis är en fiskart som först beskrevs av Tanaka, 1915.  Pentapodus nagasakiensis ingår i släktet Pentapodus och familjen Nemipteridae. Inga underarter finns listade i Catalogue of Life.